# Rio Branco EC
Rio Branco Esporte Clube, häufig kurz als Rio Branco EC oder RBEC bezeichnet, auch Rio Brance de Americana, ist ein brasilianischer Fußballverein  aus der Stadt Americana im Staat São Paulo. Er ist 2024 in der vierten Staatsmeisterschaft von São Paulo vertreten.

## Geschichte
Am 4. August 1913 wurde der Verein als Sport Club Arromba gegründet und 1917 in Rio Branco Football Club umbenannt, in Anlehnung an den brasilianischen Politiker José Maria da Silva Paranhos Júnior, Baron de Rio Branco. 1922 und 1923 gewann man die Staatsmeisterschaft von São Paulo - Interior. In den 1940ern wurde der Spielbetrieb der Fußballabteilung jedoch eingestellt.
Im Jahr 1961 wurde der Vereinsname ins Portugiesische übersetzt, der Klub hieß von nun an Rio Branco Futebol Clube. Im April 1979 fusionierten Rio Branco und eine weitere ortsansässige Mannschaft zum Americana Esporte Clube und die Fußballabteilung wurde reaktiviert. 1990 gewann der Verein  die Campeonato Paulista (zweite Liga) und spielte in der Folgesaison erstklassig. 1993 erreichte der Verein einen 6. Platz. 2001 konnte man erneut Sechster werden und erreichte fast das Halbfinale. Ein Jahr später wurde der Verein sogar Dritter. Im Februar 2011 ergänzte man den größtenteils aus erfahrenen ehemaligen Erstligaprofis bestehenden Kader mit dem früheren Torschützenkönig der deutschen Bundesliga Aílton.

## Erfolge und Spieler
- Zweifacher Sieger 1922 und 1923 der Campeonato do Interior Paulista

Ehemalige erfolgreiche Spieler sind: Flávio Conceição, Júlio César da Silva, Luciano Emilio, Carlos Luciano da Silva und Marcos Senna.

## Sonstiges
Momentan trägt der Verein seine Heimspiele im Estádio Décio Vitta aus, welches 16.000 Zuschauer fasst. Die offiziellen Vereinsfarben sind Weiß und Schwarz. Das Heimtrikot ist weiß, die Hosen und Stutzen sind schwarz. Die Vereinshymne wurde von Cleber Corradi komponiert. Das Maskottchen des Vereins ist ein das Heimtrikot tragender Tiger. Der Spitzname des Vereins ist „O Tigre“.